# Dosoq
Dosoq (àrab: دسوق, Dusūq) és un municipi egípci, situat 85 km a l'est d'Alexandria i 167 quilòmetres al nord del Caire, al delta del Nil. El novembre de 2006 tenia 129.604 habitants.